# John Callcott Horsley

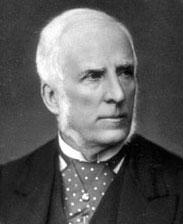
John Callcott Horsley

John Callcott Horsley (* 29. Januar 1817 in Brompton, heute London; † 18. Oktober 1903 in London) war ein englischer Genre-, Historien- und Bildnismaler sowie Radierer.
Horsley wurde als Sohn des englischen Musikers William Horsley geboren. Er besuchte Sass’s Academy und trat 1831 in die Royal Academy of Arts ein, wo er eine goldene Medaille im Antikenfach gewann. Seit 1837 beschickte er die Institution mit seinen Bildern. Nachdem er sich einige Zeit in der Historienmalerei versuchte, wandte er sich wieder verstärkt der humoristisch-sentimentalen Anekdotenmalerei zu. 1864 wurde er als Mitglied (RA) in die Royal Academy of Arts aufgenommen.
Horsley war zugleich Vater des bedeutenden britischen Physiologen und Neurologen Victor Horsley.

## Literatur

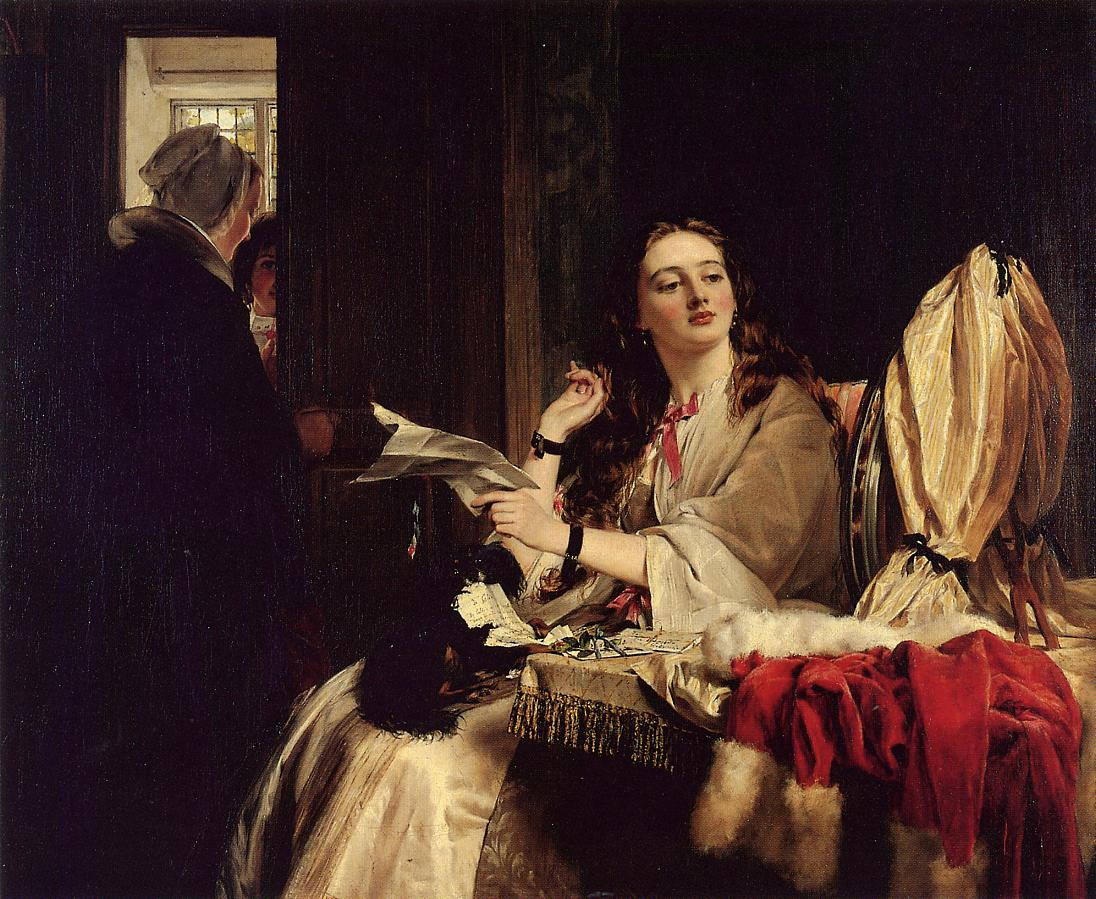
St. Valentine’s Day